# NGC 416
NGC 416 is een open sterrenhoop in de Kleine Magelhaense wolk, die zich bevindt in het sterrenbeeld Toekan. Het hemelobject werd op 5 september 1826 ontdekt door de Schotse astronoom James Dunlop.

## Synoniem
- ESO 29-SC32